# Каштан кінський (пам'ятка природи, Волочиський район)
Кашта́н кі́нський — ботанічна пам'ятка природи місцевого значення в Україні. Розташована в межах Наркевицької селищної громади Хмельницького району Хмельницької області, в селі Бубнівка (на території парку).
Площа 0,1 га. Статус присвоєно згідно з розпорядженням облвиконкому від 7.12.1972 року № 462-р. Перебуває у віданні: Бубнівська сільська рада.
Статус присвоєно для збереження вікового дерева каштана кінського (гіркокаштан звичайний).